# NGC 372

NGC 372

NGC 372 في الفهرس العام الجديد، هو نظام نجمي يقع في كوكبة الحوت.

## روابط خارجية
- NGC 372 على موقع ويكي سكاي: DSS2, SDSS, GALEX, IRAS, Hydrogen α, X-Ray, Astrophoto, Sky Map, Articles and images